# Molí del Pas
El Molí del Pas construït en el segle xix, reflex del desenvolupament industrial, agrícola i ramader a Ontinyent. Aquest edifici exercix l'activitat tèxtil per mitjà de l'aprofitament de les diverses fibres i matèries primàries de l'època, sobretot la llana, utilitzant com a motor de la producció diverses turbines que aprofitaven el recurs hidràulic del riu, que circula pel barranc de Bocairent i acaba en el paratge natural del Pou Clar, situat tot just a un quilòmetre del molí del pas.

## Història
Amb el pas dels anys aquest edifici va haver d'adaptar-se als canvis industrials que es van generar durant el segle xx, per això, tota la maquinària disposada a patir una evolució, va ser retirada i reemplaçada per maquinària elèctrica, més moderna i de major productivitat, accionada per mitjà d'un alternador que seguia utilitzant els recursos del riu, adaptant l'estructura de l'edifici als nous canvis.
A la fi del segle xx, aquest edifici-màquina va finalitzar la seua producció i utilització, per passar a un procés de deteriorament i abandonament.
Anys més tard, el 1989, José Antonio Micó Garcia, va adquirir l'edifici i va iniciar el procés de recuperació, disseny i rehabilitació. En 1994 es va consolidar la infraestructura i recentment s'ha netejat, pintat i condicionat, preservant sempre els camins l'edifici i la séquia adjacent, buscant mantenir la puresa original del lloc.
Envoltat d'un entorn rocós i d'una flora envejable, prop de diversos entorns, com el Pou Clar, el Barranc dels Tarongers, Covetes dels Moros, la Via Romana, El Cagalló del gegant, flanquejat per la serra del Torrater i la Solana.

## Instal·lacions
Les instal·lacions, disposen d'un ampli equipament, per a les activitats que els usuaris desitgin realitzar en elles, amb una màxima confortabilitat, climatització i adaptabilitat, oferint exclusivitat i discreció, envoltat d'un entorn natural de bellesa única i incomparable per al seu gaudi i relax.
A les seues instal·lacions es fan tot tipus d'esdeveniments:
- Casaments i celebracions civils.
- Comunions.
- Sessions fotogràfiques.
- Batejos.
- Congressos.
- Festes privades.
- Comiats.
- Excursions Escolars.
Les instal·lacions es poden llogar per hores, dies o per esdeveniment, a més de visites guiades per grup.

## Localització
Està situat a la carretera, CV-81 al port de Bocairent, entre Ontinyent i Bocairent.